# Bernard Graeff
Bernard Graeff (* 17. November 1948 in Bischwiller) ist ein ehemaliger französischer Fußballspieler.

## Leben und Karriere
Bernard Graeffs aktive Karriere als Fußballspieler dauerte nur vier Jahre. Während dieser Zeit spielte er nahezu nur für die AS Straßburg. Lediglich in der Saison 1970/71 spielte er außerhalb Straßburgs, als er siebenmal für den Erstligisten AC Ajaccio auflief.